# Сан Рафаел (Косамалоапан де Карпио)
Сан Рафаел (шп. San Rafael) насеље је у Мексику у савезној држави Веракруз у општини Косамалоапан де Карпио. Насеље се налази на надморској висини од 10 м.

## Становништво
Према подацима из 2005. године у насељу је живело 8 становника.

### Хронологија
| Година       | 2000         | 2005 |
| ------------ | ------------ | ---- |
| Становништво | 22 (10 / 12) | 8    |

### Попис
| # | Индикатор                        | Вредност |
| - | -------------------------------- | -------- |
| 1 | Укупно појединачних домаћинстава | 2        |